# Мізинцев Михайло Євгенович
Михайло Євгенович Мізинцев (рос. Михаил Евгеньевич Мизинцев; нар. 10 вересня 1962, дер. Аверинська, Сямженський район, Вологодська область, РРФСР, СРСР) — російський воєначальник, підозрюваний у численних воєнних злочинах. Начальник Національного центру управління обороною Російської Федерації з грудня 2014 року, генерал-полковник (2017).
Начальник Центрального командного пункту Генштабу ЗС РФ (серпень 2012 — грудень 2014 року). Керував блокадою Маріуполя під час повномасштабного вторгнення РФ до України 2022 року. Саме він віддавав накази бомбити пологовий будинок, дитячу лікарню, драмтеатр, будинки мирних жителів.
Послідовно виступає зі звинуваченнями Збройних сил України в порушеннях правил ведення війни, коли світова спільнота звинувачує в них збройні формування РФ.

## Санкції
Мізинцева звинувачують, зокрема, в організації обстрілів Маріуполя, загибелі тисяч українців, зокрема, в обстрілі маріупольського пологового будинку та театру, загибелі сотень дітей. Мізинцев є підсанкційною особою багатьох країн.
31 березня 2022 року міністр закордонних справ Великої Британії Ліз Трасс оголосила, що Мізінцева додали до санкційного списку Великої Британії за «планування і здійснення облоги та обстрілу Маріуполя».
3 червня 2022 року Мізінцева внесено до санкційних списків Євросоюзу, «як командувача, що контролює облогу Маріуполя, де він використовував тактику, раніше застосовану в облозі Алеппо, в Сирії, який керував бомбардуваннями Маріуполя російськими військами. Зокрема, Мізінцева звинувачують в організації обстрілів міста Маріуполя, унаслідок яких загинули тисячі мирних жителів, включно з обстрілом маріупольського пологового будинку і театру, внаслідок якого загинули сотні дітей».
10 червня доданий до санкційного списку Швейцарії.
З 19 жовтня 2022 року знаходиться під санкціями України.
1 листопада 2022 року внесений до санкційного списку Нової Зеландії, як «причетний до підриву суверенітету і територіальної цілісності України».
З 27 січня 2023 року під санкціями Японії.
30 квітня 2023 року Мізинцева було звільнено з посади заступника міністра оборони, його замінив генерал-полковник Олексій Кузьменков. З 4 травня 2023 року — заступник командира ПВК «Вагнер».

## Нагороди
- Орден «За заслуги перед Вітчизною» 3 ступеня
- Орден «За заслуги перед Вітчизною» 4 ступеня із зображенням мечів
- Орден Олександра Невського
- Орден Жукова
- Орден Пошани
- Орден «За службу Батьківщині у Збройних Силах СРСР» ІІІ ступеня
- Почесний громадянин Сямженського муніципального району.